# 2020-as emilia-romagnai regionális választás
| Kormányzó-jelölt    | Stefano Bonaccini                        | Lucia Borgonzoni                         |
| ------------------- | ---------------------------------------- | ---------------------------------------- |
| Párt neve           | Demokrata Párt                           | Északi Liga                              |
| Választási koalíció | Balközép koalíció                        | Jobbközép koalíció                       |
| Eredmények          | 1,195,742 51.4%                          | 1,014,672 43.7%                          |
| Mandátumok          | Emilia-Romagna Regionális Tanács:28 / 48 | Emilia-Romagna Regionális Tanács:18 / 48 |

A 2020-as emilia romagnai regionális választást, 2020. január 26.-án rendezték meg, Emilia-Romagna régióban, Olaszországban.

## Választási rendszer
A regionális törvényhozás, az Emilia-Romagna Törvényhozása 50 mandátumból áll össze. 40 mandátumot a régióban levő megyék területeivel megegyező választókerületi, nyílt preferencia listás, arányos képviseleti szavazáson választanak meg. Ebben az esetben Hare-Niemeyer módszernek megfelelően meghatároznak regionális szinten egy mandátum eléréséhez szükséges szavazatokat és a többi mandátumot ennek alapján osztják el. A többi 10 képviselőt regionális lista keretében, blokk szavazáson választják meg. A 3%-os bejutási küszöb nem érvényesül azon egyéniben induló pártok esetén, aminek a képviselő-jelöltje legalább 5%-ot elér, a regionális elnök esetén is területi listás szavazást tartanak. A maradék 10 mandátumból egy mandátumot a második legtöbb szavazatot kapó elnök-jelölt kap. Ha a győztes választási koalíció 40%-nál kevesebbet ér el, akkor győztesszorzó értelmében plusz mandátumhoz jut a koalíció, a parlamenti többség biztosítása miatt.

## Háttér
Emilia-Romagna Olaszországon belül hagyományosan baloldali fellegvárnak számít a második világháború óta, a köznyelvben vörös régiónak is nevezik. Amióta Olaszországban a régiók közigazgatási egységként létrejöttek 1970-ben soha nem nyert a jobbközéphez köthető jelölt. 1970 és 1990 között az Olasz Kommunista Párt jelöltje győzött mindig. 1990 és 2007 között a Baloldali Demokratikus Párt illetve számos kommunista és baloldali párt koalíciójából álló balközép koalíció vezette a régiót. 2007 óta a Demokrata Párt jelöltjei győztek a választáson. A 2018-as parlamenti választásokon a jobbközép koalíció végzett első helyen, emiatt a 2020-as regionális választás most először vált kiélezetté.

## Jelöltek
A balközép koalíció, a hivatalban levő elnököt, Stefano Bonaccinit indította jelöltként. A koalícióban a Demokrata Párt, Szabadok és Egyenlőek, Zöld Európa és a Több Európát pártok voltak. Emellett olyan baloldalhoz köthető civil lista is támogatta a koalíciót, amiben Matteo Renzi, volt miniszterelnök Olaszország Él pártja, a Cselekvés Párt és a Közös Olaszország pártok voltak.
A jobbközép koalíció, Lucia Borgonzonit, az Északi Liga szenátorát, egyben az Első Conte-kormány kulturális örökségért felelős helyettes-államtitkárát indította el. A koalíció tagjai az Olaszország Fivérei, Forza Italia és a Változzunk! pártok voltak.

## Választási kampány
A kampány 2019. november 14.-én indult el, amikor Matteo Salvini az Északi Liga elnöke, a közelgő regionális választás miatt a bolognai PalaDozza csarnokban, 5 ezer ember előtt jelöltjüket, Lucia Borgonzonit. A hivatalos kampány szlogenek a következők voltak: "“L’Emilia-Romagna è di tutti, liberiamola" (Emilia-Romagna mindenkié, szabadítsuk fel!) illetve “Loro sono il PD, noi siamo il futuro” (Ők itt a demokraták, mi pedig a jövő vagyunk!). Ezzel egy időben Bologna legnevezetesebb terén, a Piazza Maggioren több ezer fő részvételével flash mob szerveződött. Ennek keretében tiltakoztak Salvini és az Északi Liga fémjelezte bevándorlásellenes, gyűlöletbeszéddel teli politika ellen. Ennek az esemény neve 6000 szardínia Salvini ellen lett. A "szardíniák" tüntetése november 18.-án Modenában folytatódott, majd hamarosan az egész országban megmozdulást tartottak.
November 19.-én mind Bonaccini és Borgonzoni megtartotta első tv vitáját, amit a Cartabianca műsorban tartottak meg a Rai3 csatornán, 6%-os nézettségű lett.
November 21.-én az 5 Csillag Mozgalom egy online szavazás keretében döntött arról, hogy indít jelöltet a regionális választáson, miután a válaszolók 70%-a támogatta a javaslatot. Előtte a párt azért nem foglalkozott a regionális választással, mert a 2019-es umbriai regionális választáson a balközép koalíció részeként, vereséget szenvedett.

### Stefano Bonaccini
Bonaccini a hivatalban levő kormányzó, egy négy prioritásból álló programot hirdetett, melynek elemei a következők: a régió összes óvodás korú gyerekének ingyenes óvodai ellátás biztosítás, a kórházi és a szakrendeléseken a várólisták csökkentése, a közbiztonság kérdésében preventív intézkedések bevezetése és a tanköteles korú emberek jobb bevonása az iskolarendszerbe.

### Lucia Borgonzoni
Borgonzonit az Északi Liga indította kormányzó-jelöltként. Programjában prioritásként kiemelte, hogy ingyenes olasz nyelvű órákat indíttatna a régióban élő külföldieknek. Eltöröltetné egy évre a helyi iparűzési adót azon vállalkozások számára, ahol pályakezdő fiatalok dolgoznak.

### Simone Benini
Beninit az 5 Csillag Mozgalom indította el, aki programjában társadalmi, infrastrukturális és környezetvédelmi ügyeket fogalmazott meg. Ezek közül kiemelte, hogy megválasztása esetén átdolgoznák a Cispadana fizetőkapu autópálya építő projektet, szemétlerakók és szemétégetők bezáratását. A regionális zöldpolitika radikális megváltoztatását ígérte.

## Eredmények

### Kormányzó-jelöltek
| Jelölt                                   | Jelölt             | Szavazatok száma | Szavazatok % |
| ---------------------------------------- | ------------------ | ---------------- | ------------ |
|                                          | Stefano Bonaccini  | 1,195,742        | 51,42        |
|                                          | Lucia Borgonzoni   | 1,014,672        | 43.63        |
|                                          | Simone Benini      | 80,823           | 3.48         |
|                                          | Domenico Battaglia | 10,979           | 0.47         |
|                                          | Laura Bergamini    | 10,269           | 0.44         |
| Összesen                                 | Összesen           | 2,325,497        | 100.00       |
| Forrás: Elezioni 2020 – Regione Campania |                    |                  |              |

### Pártlisták eredménye
| Jelölt                                                                                                | Jelölt                                  | Szavazatok száma | Szavazatok % |
| --- | --------------------------------------- | ---------------- | ------------ |
| | Demokrata Párt                          | 749,976          | 34.69        |
| | Északi Liga                             | 690,864          | 31.95        |
| | Olaszország Fivérei – Nemzeti Szövetség | 185,796          | 8.59         |
| | Bonaccini listája                       | 124,591          | 5.76         |
| | 5 Csillag Mozgalom                      | 102,595          | 4.74         |
| | Szabadok és Egyenlőek                   | 81,419           | 3.77         |
| | Forza Italia                            | 55,317           | 2.56         |
| | Zöld Európa                             | 42,156           | 1.95         |
| | Borgonzoni listája                      | 37,462           | 1.73         |
| | Több Európát                            | 33,087           | 1.53         |
| | Függetlenek                             |                  | 2.73         |
| Total                                                                                                 | Total                                   | 2,162,216        | 100.00       |
| Forrás: Dipartimento per gli Affari Interni e Territoriali – Elezione Regionale – Emilia-Romagna 2020 |                                         |                  |              |

### Megyei és városi eredmények
| Megye neve    | Stefano Bonaccini | Lucia Borgonzoni | Többi jelölt  |                |              |
| ------------- | ----------------- | ---------------- | ------------- | -------------- | ------------ |
| Megye neve    | Bologna           | 331,161 59.66%   | Többi jelölt  | 198,385 35.74% | 25,570 4.60% |
| Modena        | 194,797 53.05%    | 154,166 41.98%   | 18,237 4.97%  |                |              |
| Reggio Emilia | 149,534 55.14%    | 106,583 39.30%   | 15,074 5.56%  |                |              |
| Parma         | 101,548 45.64%    | 110,512 49.67%   | 10,419 4.69%  |                |              |
| Forlì-Cesena  | 103,01449.92%     | 91,495 44.34%    | 11,829 5.74%  |                |              |
| Ravenna       | 109,55352.75%     | 87,386 42.08%    | 10,733 5.17%  |                |              |
| Ferrara       | 74,662 40.76%     | 100,524 54.88%   | 7,795 4.36%   |                |              |
| Rimini        | 79,685 46.37%     | 81,789 47.59%    | 10,378 6.04%  |                |              |
| Piacenza      | 51,788 36.87%     | 83,832 59.68%    | 4,858 3.45%   |                |              |
|               |                   |                  |               |                |              |
| Összesen      | 1,195,74251.42%   | 1,014,672 43.63% | 115,083 4.95% |                |              |

| Város neve    | Stefano Bonaccini | Lucia Borgonzoni | Többi jelölt |               |             |
| ------------- | ----------------- | ---------------- | ------------ | ------------- | ----------- |
| Város neve    | Bologna           | 135,443 64.84%   | Többi jelölt | 65,014 31.12% | 8,436 4.04% |
| Modena        | 60,349 61.84%     | 33,027 33.85%    | 4,206 4.31%  |               |             |
| Reggio Emilia | 48,786 59.02%     | 29,563 35.76%    | 4,318 5.22%  |               |             |
| Parma         | 49,696 53.23%     | 39,282 42.07%    | 4,387 4.70%  |               |             |
| Forlì         | 31,63552.60%      | 25,565 42.51%    | 2,945 4.89%  |               |             |
| Ravenna       | 43,91252.39%      | 35,309 42.12%    | 4,604 5.49%  |               |             |
| Ferrara       | 34,020 47.85%     | 34,162 48.05%    | 2,915 4.10%  |               |             |
| Rimini        | 36,438 48.75%     | 34,028 45.53%    | 4,273 5.72%  |               |             |
| Piacenza      | 20,888 43.59%     | 25,363 52.93%    | 1,666 3.44%  |               |             |